# Alcatrazz
Alcatrazz var en amerikansk hårdrocksgrupp. Gruppen bildades 1983 av sångaren Graham Bonnet (f.d. Rainbow, Michael Schenker Group) tillsammans med basisten Gary Shea , keyboardisten Jimmy Waldo och trummisen Jan Uvena. Från gruppen Steeler kom den unga lovande gitarrvirtuosen Yngwie Malmsteen som fick sitt internationella genombrott med gruppen.
Malmsteen lämnade gruppen efter en studioskiva och ett livealbum - enligt somliga uppgifter för att de övriga i gruppen var missnöjda med hans dominans, enligt andra på grund av att Malmsteen tröttnade. Han ersattes av Steve Vai (f.d. Frank Zappa) som även han lämnade gruppen efter en studioskiva för att spela med David Lee Roth. Ny gitarrist blev Danny Johnson som hann vara med på en skiva innan gruppen slutgiltigt splittrades.
År 2006 meddelades att bandet återförenats med Graham Bonnet på sång, gitarristen Howie Simon, trummisen Glen Sobel och basisten Tim Luce. 2007 turnerade bandet i USA och Japan tillsammans med Joe Lynn Turner och planerar att släppa en ny CD-skiva under året.
Bandet upplöstes 2014 för att återförenas 2020 med ett nytt album som släpps i juli 2020. 

## Medlemmar
Senaste medlemmar
- Graham Bonnet – sång (1983–1987, 2006–2014)
- Howie Simon – gitarr, bakgrundssång (2006–2014)
- Tim Luce – basgitarr, bakgrundssång (2006–2014)
- Bobby Rock – trummor, slagverk, bakgrundssång (2011–2014)

Tidigare medlemmar
- Jimmy Waldo – keyboard, synthesizer, keytar, piano, bakgrundssång (1983–1987)
- Gary Shea – basgitarr, bakgrundssång (1983–1987)
- Yngwie Malmsteen – gitarr, ukulele (1983–1984)
- Clive Burr – trummor, slagverk (1983; död 2013)
- Jan Uvena – trummor, slagverk, bakgrundssång (1983–1987)
- Steve Vai – gitarr, bakgrundssång (1984–1986)
- Danny Johnson – gitarr, bakgrundssång (1986–1987)
- Glen Sobel – trummor, slagverk, bakgrundssång (2006–2009)
- Dave Dzialak – trummor, slagverk (2009–2010)
- Jeff Bowders – trummor, slagverk (2010–2011)

## Diskografi
Studioalbum
- No Parole from Rock 'n' Roll (1983)
- Disturbing The Peace (1985)
- Dangerous Games (1986)

Livealbum
- Live Sentence - No Parole from Rock 'n' Roll (1984)
- Live Sentence (1992, kassett, återutgåva)
- Live '83 (2010)
- No Parole from Rock 'n' Roll Tour Live in Japan 1984.1.28 Audio Tracks (2010)
- Disturbing the Peace Tour Live in Japan 1984.10.10 Audio Tracks (2010)

Singlar
- "Island in the Sun" (1984)
- "Will You Be Home Tonight" (1985)
- "God Blessed Video / Wire and Wood" (1985)
- "Dangerous Games" (1986)
- "It's My Life" (1986)
- "Undercover" (1986)

Samlingsalbum
- The Best of Alcatrazz (1998)

Video
- Power Live '85 (1985, DVD)